# Ендрю Ло
Ендрю Вен-Чуань Ло (англ. Andrew Wen-Chuan Lo, кит.: 羅聞全) — професор фінансів ім. Чарльза та Сюзанни Гаррісів у школі менеджменту імені Слоана при Массачусетському технологічному інституті. Автор багатьох академічних статей на тему фінансів та фінансової економіки. Голова та старший інвестиційний стратег компанії «AlphaSimplex Group».
Насамперед відомий як автор книжки «Адаптивні ринки. Фінансова еволюція на швидкості думки», яку 2017 року нагороджено премією «Бізнес книга року» за версією Файненшл Таймс та МакКінзі.

## Біографія
Ло обіймає посаду директора Лабораторії фінансової інженерії при Массачусетському технологічному інституті. Він також науковий співробітник Національного бюро економічних досліджень, член економічного консультативного комітету Національної асоціації дилерів з цінних паперів.
Ло — головний науковий співробітник компанії по керівництву квантитивними інвестиціями «AlphaSimplex Group», яка розташована в Кембриджі, Массачусетс, США. «AlphaSimplex» спеціалізується на квантитивних глобальних макростратегіях та глобальних стратегіях тактичного розподілу активів, а також на бета-реплікації товару та аналітикою ризику для абсолютного прибутку.
Молодший редактор таких журналів: «Financial Analysts Journal», «The Journal of Portfolio Management», «Journal of Computational Finance» та «Statistica Sinica». Колишній керівник Бостонської фондової біржі. Протягом деякого часу викладав у Школі Вортон Університету Пенсільванії.
Дав показання для Комітету з нагляду та урядової реформи Палати представників США.
Разом із Ларсом Пітером Гансеном став одним із керівників Макроекономічної групи моделювання при Інституті Бекера Фрідмена, мережі макроекономістів, які працюють над розвитком покращених моделей зв'язку фінансового та реального секторів економіки на хвилі фінансової кризи 2008 року.

## Особисте життя
1980 року отримав ступінь бакалавра з економіки в Єльському університеті, а 1984 року — докторський ступінь, який здобув у Гарвардському університеті. Виховувався матір'ю-одиначкою. Вільно розмовляє кантонською китайською.

## Переклади українською
- Ендрю Ло. Адаптивні ринки. Фінансова еволюція на швидкості думки. — К. : BookChef, 2018. — 560 с. — ISBN 978-617-7559-38-1. Переклала Вікторія Зенгва